# Congomyrepikker
Congomyrepikker (Myrmecocichla tholloni) er en fluesnapper, der lever i Centralafrika.